# 马德拉海滩 (佛罗里达州)
马德拉海滩（英語：Madeira Beach），是美国佛罗里达州皮尼拉斯縣下属的一座城市。建立于1947年。面积约为8.5平方公里（约合3.2平方英里）。根据2010年美国人口普查，该市有人口4,263人。论人口在本州排行第225。